# شهر سادات
شهر سادات (به انگلیسی: Sadat City) (به عربی: مدينة السّادات)، شهری در شمال مصر است. این شهر در ۹۴کیلومتری شمال‌غربی قاهره در سر راه اسکندریه قرار گرفته‌است و از شهرهای استان منوفیه مصر است.
این شهر یکی از پهناورترین مناطق صنعتی مصر است. این شهر به دستور انور سادات، رئیس‌جمهور اسبق مصر، در ۱۹۷۶ بنیان‌گذاری شده‌است.